# Список сенаторов США от Северной Каролины
Сенаторы США от Северной Каролины являются представителями штата Северная Каролина в Сенате США, высшего федерального органа законодательной власти страны. Сенат состоит из 100 членов, по два представители на каждый штат. Каждый сенатор избирается сроком на 6 лет, при этом каждые два года происходят перевыборы ⅓ сенаторов. В зависимости от этого, сенаторы США подразделяются на три класса. Сенаторы каждого из трёх классов обладают равной значимостью — единственное отличие их состоит во времени переизбрания. От Северной Каролины избираются сенаторы 2-го и 3-го класса.
Северная Каролина — одна из тринадцати колоний, восставших против Британской власти во время Американской Революции. 21 ноября 1789 года Северная Каролина ратифицировала конституцию на Файетвиллском конвенте, став 12 штатом США. Первыми сенаторами от штата стали Самюэл Джонсон (экс-губернатор Северной Каролины) и Бенджамин Хокинс (делегат Континентального конгресса от Северной Каролины в 1781—1783 и 1787 годах).
Они, фактически, не имели партийной принадлежности и поддерживали Администрацию Соединённых Штатов. С периода Гражданской войны до начала Реконструкции Северная Каролина не имела представительства в Сенате, поскольку штат находился в зоне влияния конфедератов.
Согласно 1-й статье конституции США, сенатором может стать кандидат старше 30 лет, который более 9 лет является гражданином США и проживает во время выборов в том штате, от которого он избирается. Первоначально сенаторов избирали легислатуры штатов. После ратификации 17-й поправки к конституции США в 1913 году, сенаторы стали избираться прямыми выборами, в которых могут принять участие все избиратели штата.
С 1789 года в Сенате США было 26 сенаторов 2-го класса и 32 сенатора 3-го класса. Самыми долгими за всю историю существования должности были сенаторские полномочия Фёнифольда Симмонса и Джесси Хелмс, оба были сенаторами в течение 30 лет. Сейчас штат представляют Том Тиллис и Ричард Бёрр.
В списке представлены сенаторы США 2-го и 3-го класса от штата Северная Каролина в порядке их присутствия в Конгрессах. Принадлежность к партии обозначены цветом.
 Федералистская партия
 Анти-административная партия
 Демократическо-республиканская партия
 Джексоновский демократ
 Национальная республиканская партия
 Демократическая партия
 Партия вигов
 Республиканская партия
 Популистская партия
| Сенаторы 2-го класса                                                          | Сенаторы 2-го класса                                                          | Сенаторы 2-го класса                                                          | Сенаторы 2-го класса | Сенаторы 2-го класса | Сенаторы 2-го класса | Конгресс | Сенаторы 3-го класса | Сенаторы 3-го класса | Сенаторы 3-го класса | Сенаторы 3-го класса | Сенаторы 3-го класса                                                                                      | Сенаторы 3-го класса                        |
| №                                                                             | Портрет                                                                       | Сенатор (Годы жизни, история выборов)                                         | Сенатор (Годы жизни, история выборов) | Срок полномочий | Срок | Конгресс | Срок | № | Портрет | Сенатор (Годы жизни, история выборов) | Сенатор (Годы жизни, история выборов)                                                                     | Срок полномочий                             |
| вакантно с 21 ноября по 27 ноября 1789 года                                   | вакантно с 21 ноября по 27 ноября 1789 года                                   | вакантно с 21 ноября по 27 ноября 1789 года                                   | вакантно с 21 ноября по 27 ноября 1789 года | вакантно с 21 ноября по 27 ноября 1789 года | 1 | 1 | 1 | вакантно с 21 ноября по 27 ноября 1789 года | вакантно с 21 ноября по 27 ноября 1789 года                                                                                           | вакантно с 21 ноября по 27 ноября 1789 года | вакантно с 21 ноября по 27 ноября 1789 года                                                               | вакантно с 21 ноября по 27 ноября 1789 года |
| 1                                                                             |                                                                               |                                                                               | Самуэл Джонстон был избран сенатором от Северной Каролины в 1789 году. Проиграл выборы 1792 года.                                                                                | 27 ноября 1789 — 3 марта 1793 | 1 | 1 | 1 | 1 | | | Бенджамин Хокинс был избран сенатором от Северной Каролины в 1789 году. Неизвестна причина ухода с поста. | 27 ноября 1789 — 3 марта 1795               |
| 1                                                                             | 2                                                                             |                                                                               | Самуэл Джонстон был избран сенатором от Северной Каролины в 1789 году. Проиграл выборы 1792 года.                                                                                | 27 ноября 1789 — 3 марта 1793 | 1 | | 1 | 1 | | | Бенджамин Хокинс был избран сенатором от Северной Каролины в 1789 году. Неизвестна причина ухода с поста. | 27 ноября 1789 — 3 марта 1795               |
| 2                                                                             |                                                                               |                                                                               | Александер Мартин был избран сенатором в 1792 году. Проиграл выборы 1798 года.                                                                                                   | 4 марта 1793 — 3 марта 1799 | 2 | 3 | 1 | 1 | | | Бенджамин Хокинс был избран сенатором от Северной Каролины в 1789 году. Неизвестна причина ухода с поста. | 27 ноября 1789 — 3 марта 1795               |
| 2                                                                             |                                                                               | 4                                                                             | Александер Мартин был избран сенатором в 1792 году. Проиграл выборы 1798 года.                                                                                                   | 4 марта 1793 — 3 марта 1799 | 2 | 2 | 2 | | | Тимоти Блудворт был избран сенатором в 1795 году. На следующий срок не баллотировался.                                                               | 4 марта 1795 — 3 марта 1801                                                                               |                                             |
| 2                                                                             | 5                                                                             |                                                                               | Александер Мартин был избран сенатором в 1792 году. Проиграл выборы 1798 года.                                                                                                   | 4 марта 1793 — 3 марта 1799 | 2 | 2 | 2 | | | Тимоти Блудворт был избран сенатором в 1795 году. На следующий срок не баллотировался.                                                               | 4 марта 1795 — 3 марта 1801                                                                               |                                             |
| 3                                                                             |                                                                               |                                                                               | Джесси Франклин был избран сенатором в 1798 году. Проиграл выборы 1804 года. | 4 марта 1799 — 3 марта 1805 | 3 | 2 | 2 | 6 | | Тимоти Блудворт был избран сенатором в 1795 году. На следующий срок не баллотировался.                                                               | 4 марта 1795 — 3 марта 1801                                                                               |                                             |
| 3                                                                             | 7                                                                             | 3                                                                             | Джесси Франклин был избран сенатором в 1798 году. Проиграл выборы 1804 года. | 4 марта 1799 — 3 марта 1805 | 3 | 3 | | | Дэвид Стоун был избран сенатором в 1800 году. 17 февраля 1807 года покинул должность и стал судьёй Верховного суда Северной Каролины. | 4 марта 1801 — 17 февраля 1807 | |                                             |
| 3                                                                             | 8                                                                             | 3                                                                             | Джесси Франклин был избран сенатором в 1798 году. Проиграл выборы 1804 года. | 4 марта 1799 — 3 марта 1805 | 3 | 3 | | | Дэвид Стоун был избран сенатором в 1800 году. 17 февраля 1807 года покинул должность и стал судьёй Верховного суда Северной Каролины. | 4 марта 1801 — 17 февраля 1807 | |                                             |
| вакантно с 4 марта по 22 декабря 1805 года                                    | вакантно с 4 марта по 22 декабря 1805 года                                    | вакантно с 4 марта по 22 декабря 1805 года                                    | вакантно с 4 марта по 22 декабря 1805 года | вакантно с 4 марта по 22 декабря 1805 года | 4 | 3 | 9 | | Дэвид Стоун был избран сенатором в 1800 году. 17 февраля 1807 года покинул должность и стал судьёй Верховного суда Северной Каролины. | 4 марта 1801 — 17 февраля 1807 | |                                             |
| 4                                                                             |                                                                               | 3                                                                             | | Джеймс Тёрнер был избран сенатором после отказа Монтфорта Стоукса от этой должности. Переизбран в 1810 году. Подал в отставку по состоянию здоровья. | 4 | 3 | 9 | 22 декабря 1805 — 21 ноября 1816 | Дэвид Стоун был избран сенатором в 1800 году. 17 февраля 1807 года покинул должность и стал судьёй Верховного суда Северной Каролины. | 4 марта 1801 — 17 февраля 1807 | |                                             |
| 4                                                                             | вакантно с 17 февраля по 3 марта 1807 года                                    | 3                                                                             | | Джеймс Тёрнер был избран сенатором после отказа Монтфорта Стоукса от этой должности. Переизбран в 1810 году. Подал в отставку по состоянию здоровья. | 4 | | 9 | 22 декабря 1805 — 21 ноября 1816 | | | |                                             |
| 4                                                                             | 10                                                                            | 4                                                                             | 4 | Джеймс Тёрнер был избран сенатором после отказа Монтфорта Стоукса от этой должности. Переизбран в 1810 году. Подал в отставку по состоянию здоровья. | 4 | | | 22 декабря 1805 — 21 ноября 1816 | Джесси Франклин был повторно избран сенатором в 1806 году. Повторно не баллотировался.                                                | 4 марта 1807 — 3 марта 1813 | |                                             |
| 4                                                                             | 11                                                                            | 4                                                                             | 4 | Джеймс Тёрнер был избран сенатором после отказа Монтфорта Стоукса от этой должности. Переизбран в 1810 году. Подал в отставку по состоянию здоровья. | 4 | | | 22 декабря 1805 — 21 ноября 1816 | Джесси Франклин был повторно избран сенатором в 1806 году. Повторно не баллотировался.                                                | 4 марта 1807 — 3 марта 1813 | |                                             |
| 4                                                                             | 5                                                                             | 4                                                                             | 4 | Джеймс Тёрнер был избран сенатором после отказа Монтфорта Стоукса от этой должности. Переизбран в 1810 году. Подал в отставку по состоянию здоровья. | 12 | | | 22 декабря 1805 — 21 ноября 1816 | Джесси Франклин был повторно избран сенатором в 1806 году. Повторно не баллотировался.                                                | 4 марта 1807 — 3 марта 1813 | |                                             |
| 4                                                                             | 5                                                                             | 13                                                                            | 5 | Джеймс Тёрнер был избран сенатором после отказа Монтфорта Стоукса от этой должности. Переизбран в 1810 году. Подал в отставку по состоянию здоровья. | 5 | | | 22 декабря 1805 — 21 ноября 1816 | Дэвид Стоун был повторно избран сенатором в 1812 году. Подал в отставку.                                                              | 4 марта 1813 — 24 декабря 1814 | |                                             |
| 4                                                                             | 5                                                                             | 13                                                                            | 5 | Джеймс Тёрнер был избран сенатором после отказа Монтфорта Стоукса от этой должности. Переизбран в 1810 году. Подал в отставку по состоянию здоровья. | вакантно с 24 декабря по декабрь 1814 года | | | 22 декабря 1805 — 21 ноября 1816 | | | |                                             |
| 4                                                                             | 5                                                                             | 13                                                                            | 5 | Джеймс Тёрнер был избран сенатором после отказа Монтфорта Стоукса от этой должности. Переизбран в 1810 году. Подал в отставку по состоянию здоровья. | 6 | | | 22 декабря 1805 — 21 ноября 1816 | Фрэнсис Лок был избран сенатором в 1814 году для окончания срока Дэвида Стоуна. Ушёл в отставку по неимению квалификации.             | декабрь 1814 — 5 декабря 1815 | |                                             |
| 4                                                                             | 5                                                                             | 14                                                                            | 5 | Джеймс Тёрнер был избран сенатором после отказа Монтфорта Стоукса от этой должности. Переизбран в 1810 году. Подал в отставку по состоянию здоровья. | 6 | | | 22 декабря 1805 — 21 ноября 1816 | Фрэнсис Лок был избран сенатором в 1814 году для окончания срока Дэвида Стоуна. Ушёл в отставку по неимению квалификации.             | декабрь 1814 — 5 декабря 1815 | |                                             |
| 4                                                                             | 5                                                                             | вакантно с 5 декабря по 13 декабря 1815 года                                  | 5 | Джеймс Тёрнер был избран сенатором после отказа Монтфорта Стоукса от этой должности. Переизбран в 1810 году. Подал в отставку по состоянию здоровья. | | | | 22 декабря 1805 — 21 ноября 1816 | | | |                                             |
| вакантно с 21 ноября по 7 декабря 1816 года                                   | 5                                                                             |                                                                               | 5 | | | | | | | | |                                             |
| 5                                                                             | 5                                                                             |                                                                               | 5 | | Монфорт Стоукс был избран сенатором для окончания срока Джеймса Тёрнера в 1816 году. Проиграл выборы 1822 года.                                    | 4 декабря 1816 — 3 марта 1823 | | | | | |                                             |
| 5                                                                             | 5                                                                             | 7                                                                             | 5 | | Монфорт Стоукс был избран сенатором для окончания срока Джеймса Тёрнера в 1816 году. Проиграл выборы 1822 года.                                    | 4 декабря 1816 — 3 марта 1823 | | Натаниель Мэйкон был избран сенатором в 1815 году для окончания срока Дэвида Стоуна. Переизбран в 1818. В 1824 году был переизбран как Джексоновский демократ. Подал в отставку. | 13 декабря 1815 — 14 ноября 1828 | | |                                             |
| 5                                                                             | 6                                                                             | 7                                                                             | 5 | 15 | Монфорт Стоукс был избран сенатором для окончания срока Джеймса Тёрнера в 1816 году. Проиграл выборы 1822 года.                                    | 4 декабря 1816 — 3 марта 1823 | | Натаниель Мэйкон был избран сенатором в 1815 году для окончания срока Дэвида Стоуна. Переизбран в 1818. В 1824 году был переизбран как Джексоновский демократ. Подал в отставку. | 13 декабря 1815 — 14 ноября 1828 | | |                                             |
| 5                                                                             | 6                                                                             | 7                                                                             | 16 | 6 | Монфорт Стоукс был избран сенатором для окончания срока Джеймса Тёрнера в 1816 году. Проиграл выборы 1822 года.                                    | 4 декабря 1816 — 3 марта 1823 | | Натаниель Мэйкон был избран сенатором в 1815 году для окончания срока Дэвида Стоуна. Переизбран в 1818. В 1824 году был переизбран как Джексоновский демократ. Подал в отставку. | 13 декабря 1815 — 14 ноября 1828 | | |                                             |
| 5                                                                             | 6                                                                             | 7                                                                             | 17 | 6 | Монфорт Стоукс был избран сенатором для окончания срока Джеймса Тёрнера в 1816 году. Проиграл выборы 1822 года.                                    | 4 декабря 1816 — 3 марта 1823 | | Натаниель Мэйкон был избран сенатором в 1815 году для окончания срока Дэвида Стоуна. Переизбран в 1818. В 1824 году был переизбран как Джексоновский демократ. Подал в отставку. | 13 декабря 1815 — 14 ноября 1828 | | |                                             |
| 6                                                                             |                                                                               | 7                                                                             | | 6 | Джон Бренч был избран сенатором в 1822 году. Переизбран в 1828 года. 9 марта 1829 года покинул должность и стал министром военно-морских сил США   | 4 марта 1823 — 9 марта 1829 | 7 | Натаниель Мэйкон был избран сенатором в 1815 году для окончания срока Дэвида Стоуна. Переизбран в 1818. В 1824 году был переизбран как Джексоновский демократ. Подал в отставку. | 13 декабря 1815 — 14 ноября 1828 | 18 | |                                             |
| 6                                                                             |                                                                               | 7                                                                             | 19 | 7 | Джон Бренч был избран сенатором в 1822 году. Переизбран в 1828 года. 9 марта 1829 года покинул должность и стал министром военно-морских сил США   | 4 марта 1823 — 9 марта 1829 | 7 | Натаниель Мэйкон был избран сенатором в 1815 году для окончания срока Дэвида Стоуна. Переизбран в 1818. В 1824 году был переизбран как Джексоновский демократ. Подал в отставку. | 13 декабря 1815 — 14 ноября 1828 | | |                                             |
| 6                                                                             | 20                                                                            | 7                                                                             | | 7 | Джон Бренч был избран сенатором в 1822 году. Переизбран в 1828 года. 9 марта 1829 года покинул должность и стал министром военно-морских сил США   | 4 марта 1823 — 9 марта 1829 | 7 | Натаниель Мэйкон был избран сенатором в 1815 году для окончания срока Дэвида Стоуна. Переизбран в 1818. В 1824 году был переизбран как Джексоновский демократ. Подал в отставку. | 13 декабря 1815 — 14 ноября 1828 | | |                                             |
| 6                                                                             | вакантно с 14 ноября по 15 декабря 1828 года                                  |                                                                               | | 7 | Джон Бренч был избран сенатором в 1822 году. Переизбран в 1828 года. 9 марта 1829 года покинул должность и стал министром военно-морских сил США   | 4 марта 1823 — 9 марта 1829 | 7 | | | | |                                             |
| 6                                                                             | 8                                                                             |                                                                               | | 7 | Джон Бренч был избран сенатором в 1822 году. Переизбран в 1828 года. 9 марта 1829 года покинул должность и стал министром военно-морских сил США   | 4 марта 1823 — 9 марта 1829 | 7 | Джеймс Айределл был избран сенатором в 1828 году для окончания срока Натаниэля Мэйкона. Повторно не баллотировался.                                                              | 15 декабря 1828 — 3 марта 1831 | | |                                             |
| 6                                                                             | 8                                                                             | 8                                                                             | 21 | 7 | Джон Бренч был избран сенатором в 1822 году. Переизбран в 1828 года. 9 марта 1829 года покинул должность и стал министром военно-морских сил США   | 4 марта 1823 — 9 марта 1829 | | Джеймс Айределл был избран сенатором в 1828 году для окончания срока Натаниэля Мэйкона. Повторно не баллотировался.                                                              | 15 декабря 1828 — 3 марта 1831 | | |                                             |
| вакантно с 9 марта по 9 декабря 1829 года                                     | 8                                                                             | 8                                                                             | 21 | 7 | | | | Джеймс Айределл был избран сенатором в 1828 году для окончания срока Натаниэля Мэйкона. Повторно не баллотировался.                                                              | 15 декабря 1828 — 3 марта 1831 | | |                                             |
| 7                                                                             | 8                                                                             | 8                                                                             | 21 | 7 | | | Бэдфорд Браун был избран сенатором для окончания срока Джона Бренча в 1829 году. Переизбран в 1835 году. Ушёл в отставку из-за конфликтов с Генеральной Ассамблеей штата. | Джеймс Айределл был избран сенатором в 1828 году для окончания срока Натаниэля Мэйкона. Повторно не баллотировался.                                                              | 15 декабря 1828 — 3 марта 1831 | 9 декабря 1829 — 16 ноября 1840 | |                                             |
| 7                                                                             | 22                                                                            | 8                                                                             | 8 | 9 | | | Бэдфорд Браун был избран сенатором для окончания срока Джона Бренча в 1829 году. Переизбран в 1835 году. Ушёл в отставку из-за конфликтов с Генеральной Ассамблеей штата. | Вилли Мэнгем был избран сенатором в 1830 году. Подал в отставку. | 4 марта 1831 — 19 марта 1836 | 9 декабря 1829 — 16 ноября 1840 | |                                             |
| 7                                                                             | 23                                                                            | 8                                                                             | 8 | 9 | | | Бэдфорд Браун был избран сенатором для окончания срока Джона Бренча в 1829 году. Переизбран в 1835 году. Ушёл в отставку из-за конфликтов с Генеральной Ассамблеей штата. | Вилли Мэнгем был избран сенатором в 1830 году. Подал в отставку. | 4 марта 1831 — 19 марта 1836 | 9 декабря 1829 — 16 ноября 1840 | |                                             |
| 7                                                                             | 9                                                                             | 24                                                                            | 8 | 9 | | | Бэдфорд Браун был избран сенатором для окончания срока Джона Бренча в 1829 году. Переизбран в 1835 году. Ушёл в отставку из-за конфликтов с Генеральной Ассамблеей штата. | Вилли Мэнгем был избран сенатором в 1830 году. Подал в отставку. | 4 марта 1831 — 19 марта 1836 | 9 декабря 1829 — 16 ноября 1840 | |                                             |
| 7                                                                             | 9                                                                             | 24                                                                            | 8 | вакантно с 19 марта по 5 декабря 1836 года | | | Бэдфорд Браун был избран сенатором для окончания срока Джона Бренча в 1829 году. Переизбран в 1835 году. Ушёл в отставку из-за конфликтов с Генеральной Ассамблеей штата. | | | 9 декабря 1829 — 16 ноября 1840 | |                                             |
| 7                                                                             | 9                                                                             | 24                                                                            | 8 | 10 | | | Бэдфорд Браун был избран сенатором для окончания срока Джона Бренча в 1829 году. Переизбран в 1835 году. Ушёл в отставку из-за конфликтов с Генеральной Ассамблеей штата. | Роберт Стрейндж был избран сенатором в 1836 году для окончания срока Вилли Мэнгема. Ушёл в отставку из-за конфликтов с Генеральной Ассамблеей штата.                             | 5 декабря 1836 — 16 ноября 1840 | 9 декабря 1829 — 16 ноября 1840 | |                                             |
| 7                                                                             | 9                                                                             |                                                                               | 25 | 10 | 9 | | Бэдфорд Браун был избран сенатором для окончания срока Джона Бренча в 1829 году. Переизбран в 1835 году. Ушёл в отставку из-за конфликтов с Генеральной Ассамблеей штата. | Роберт Стрейндж был избран сенатором в 1836 году для окончания срока Вилли Мэнгема. Ушёл в отставку из-за конфликтов с Генеральной Ассамблеей штата.                             | 5 декабря 1836 — 16 ноября 1840 | 9 декабря 1829 — 16 ноября 1840 | |                                             |
| 7                                                                             | 9                                                                             | 26                                                                            | | 10 | 9 | | Бэдфорд Браун был избран сенатором для окончания срока Джона Бренча в 1829 году. Переизбран в 1835 году. Ушёл в отставку из-за конфликтов с Генеральной Ассамблеей штата. | Роберт Стрейндж был избран сенатором в 1836 году для окончания срока Вилли Мэнгема. Ушёл в отставку из-за конфликтов с Генеральной Ассамблеей штата.                             | 5 декабря 1836 — 16 ноября 1840 | 9 декабря 1829 — 16 ноября 1840 | |                                             |
| вакантно с 16 ноября по 25 ноября 1840 года                                   | 9                                                                             |                                                                               | | | 9 | | | | | | |                                             |
| вакантно с 16 ноября по 25 ноября 1840 года                                   | 9                                                                             |                                                                               | | | 9 | | | | | | |                                             |
| 11                                                                            | 9                                                                             |                                                                               | | Уильям Грэм был избран сенатором для окончания срока Роберта Стрейнджа в 1840 году. Неизвестна причина ухода с поста.                                | 9 | 25 ноября 1840 — 3 марта 1843 | | | | | |                                             |
| 11                                                                            | 9                                                                             | 8                                                                             | | Уильям Грэм был избран сенатором для окончания срока Роберта Стрейнджа в 1840 году. Неизвестна причина ухода с поста.                                | 9 | 25 ноября 1840 — 3 марта 1843 | | Вилли Мэнгем был вновь избран сенатором в 1840 году для окончания срока Бэдфорда Брауна. Переизбран в 1841 и 1847 годах. Проиграл выборы 1853 года.                              | 25 ноября 1840 — 3 марта 1853 | | |                                             |
| 11                                                                            | 10                                                                            | 8                                                                             | 27 | Уильям Грэм был избран сенатором для окончания срока Роберта Стрейнджа в 1840 году. Неизвестна причина ухода с поста.                                | 9 | 25 ноября 1840 — 3 марта 1843 | | Вилли Мэнгем был вновь избран сенатором в 1840 году для окончания срока Бэдфорда Брауна. Переизбран в 1841 и 1847 годах. Проиграл выборы 1853 года.                              | 25 ноября 1840 — 3 марта 1853 | | |                                             |
| 28                                                                            | 10                                                                            | 8                                                                             | 10 | 12 | | | Уильям Хэйвуд был избран сенатором в 1843 году. Ушёл в отставку из-за конфликтов с Генеральной Ассамблеей штата.                                                          | Вилли Мэнгем был вновь избран сенатором в 1840 году для окончания срока Бэдфорда Брауна. Переизбран в 1841 и 1847 годах. Проиграл выборы 1853 года.                              | 25 ноября 1840 — 3 марта 1853 | 4 марта 1843 — 25 июля 1846 | |                                             |
| 29                                                                            | 10                                                                            | 8                                                                             | 10 | 12 | | | Уильям Хэйвуд был избран сенатором в 1843 году. Ушёл в отставку из-за конфликтов с Генеральной Ассамблеей штата.                                                          | Вилли Мэнгем был вновь избран сенатором в 1840 году для окончания срока Бэдфорда Брауна. Переизбран в 1841 и 1847 годах. Проиграл выборы 1853 года.                              | 25 ноября 1840 — 3 марта 1853 | 4 марта 1843 — 25 июля 1846 | |                                             |
| вакантно с 25 июля по 25 ноября 1846 года                                     | 10                                                                            | 8                                                                             | 10 | | | | | Вилли Мэнгем был вновь избран сенатором в 1840 году для окончания срока Бэдфорда Брауна. Переизбран в 1841 и 1847 годах. Проиграл выборы 1853 года.                              | 25 ноября 1840 — 3 марта 1853 | | |                                             |
| 13                                                                            | 10                                                                            | 8                                                                             | 10 | | | Джордж Бэджер был избран сенатором в 1846 году для окончания срока Уильяма Хэйвуда. Переизбран в 1849 году. Повторно не баллотировался.                                                             | 25 ноября 1846 — 3 марта 1855 | Вилли Мэнгем был вновь избран сенатором в 1840 году для окончания срока Бэдфорда Брауна. Переизбран в 1841 и 1847 годах. Проиграл выборы 1853 года.                              | 25 ноября 1840 — 3 марта 1853 | | |                                             |
| 13                                                                            | 11                                                                            | 8                                                                             | 10 | 30 | | Джордж Бэджер был избран сенатором в 1846 году для окончания срока Уильяма Хэйвуда. Переизбран в 1849 году. Повторно не баллотировался.                                                             | 25 ноября 1846 — 3 марта 1855 | Вилли Мэнгем был вновь избран сенатором в 1840 году для окончания срока Бэдфорда Брауна. Переизбран в 1841 и 1847 годах. Проиграл выборы 1853 года.                              | 25 ноября 1840 — 3 марта 1853 | | |                                             |
| 13                                                                            | 11                                                                            | 8                                                                             | 31 | 11 | | Джордж Бэджер был избран сенатором в 1846 году для окончания срока Уильяма Хэйвуда. Переизбран в 1849 году. Повторно не баллотировался.                                                             | 25 ноября 1846 — 3 марта 1855 | Вилли Мэнгем был вновь избран сенатором в 1840 году для окончания срока Бэдфорда Брауна. Переизбран в 1841 и 1847 годах. Проиграл выборы 1853 года.                              | 25 ноября 1840 — 3 марта 1853 | | |                                             |
| 13                                                                            | 11                                                                            | 8                                                                             | 32 | 11 | | Джордж Бэджер был избран сенатором в 1846 году для окончания срока Уильяма Хэйвуда. Переизбран в 1849 году. Повторно не баллотировался.                                                             | 25 ноября 1846 — 3 марта 1855 | Вилли Мэнгем был вновь избран сенатором в 1840 году для окончания срока Бэдфорда Брауна. Переизбран в 1841 и 1847 годах. Проиграл выборы 1853 года.                              | 25 ноября 1840 — 3 марта 1853 | | |                                             |
| 13                                                                            | вакантно с 4 марта 1853 по 6 декабря 1854 года                                | вакантно с 4 марта 1853 по 6 декабря 1854 года                                | вакантно с 4 марта 1853 по 6 декабря 1854 года | вакантно с 4 марта 1853 по 6 декабря 1854 года | вакантно с 4 марта 1853 по 6 декабря 1854 года | Джордж Бэджер был избран сенатором в 1846 году для окончания срока Уильяма Хэйвуда. Переизбран в 1849 году. Повторно не баллотировался.                                                             | 25 ноября 1846 — 3 марта 1855 | 12 | 33 | | |                                             |
| 13                                                                            | 9                                                                             |                                                                               | | 11 | Дэвид Рид был избран сенатором в 1854 году, после того как легислатура не смогла избрать законодателя в 1853. Проиграл выборы 1858 или 1859 года.  | Джордж Бэджер был избран сенатором в 1846 году для окончания срока Уильяма Хэйвуда. Переизбран в 1849 году. Повторно не баллотировался.                                                             | 25 ноября 1846 — 3 марта 1855 | 12 | 33 | 6 декабря 1854 — 3 марта 1859 | |                                             |
| 34                                                                            | 9                                                                             | 12                                                                            | 14 | | Дэвид Рид был избран сенатором в 1854 году, после того как легислатура не смогла избрать законодателя в 1853. Проиграл выборы 1858 или 1859 года.  | | Эйса Биггс был избран сенатором в 1855 году. 5 мая 1858 года покинул должность и стал судьёй окружного суда.                                                              | 12 | 4 марта 1855 — 5 мая 1858 | 6 декабря 1854 — 3 марта 1859 | |                                             |
| 35                                                                            | 9                                                                             | 12                                                                            | 14 | | Дэвид Рид был избран сенатором в 1854 году, после того как легислатура не смогла избрать законодателя в 1853. Проиграл выборы 1858 или 1859 года.  | | Эйса Биггс был избран сенатором в 1855 году. 5 мая 1858 года покинул должность и стал судьёй окружного суда.                                                              | 12 | 4 марта 1855 — 5 мая 1858 | 6 декабря 1854 — 3 марта 1859 | |                                             |
| вакантно с 5 мая по 7 мая 1858 года                                           | 9                                                                             | 12                                                                            | | | Дэвид Рид был избран сенатором в 1854 году, после того как легислатура не смогла избрать законодателя в 1853. Проиграл выборы 1858 или 1859 года.  | | | 12 | | 6 декабря 1854 — 3 марта 1859 | |                                             |
| 15                                                                            | 9                                                                             | 12                                                                            | | | Дэвид Рид был избран сенатором в 1854 году, после того как легислатура не смогла избрать законодателя в 1853. Проиграл выборы 1858 или 1859 года.  | Томас Клингман был назначен, а затем избран сенатором в 1858 году для окончания срока Эйса Биггса. Переизбран в 1861 году. Исключён из сената за поддержку конфедератов.                            | 7 мая 1858 — 11 марта 1861 | 12 | | 6 декабря 1854 — 3 марта 1859 | |                                             |
| 15                                                                            | 10                                                                            | 12                                                                            | | | Томас Брэгг был избран сенатором в 1858 или в 1859 году. Исключён из сената за поддержку конфедератов.                                             | Томас Клингман был назначен, а затем избран сенатором в 1858 году для окончания срока Эйса Биггса. Переизбран в 1861 году. Исключён из сената за поддержку конфедератов.                            | 7 мая 1858 — 11 марта 1861 | 4 марта 1859 — 8 марта 1861 | 13 | 36 | |                                             |
| 15                                                                            | 10                                                                            | 37                                                                            | 13 | | Томас Брэгг был избран сенатором в 1858 или в 1859 году. Исключён из сената за поддержку конфедератов.                                             | Томас Клингман был назначен, а затем избран сенатором в 1858 году для окончания срока Эйса Биггса. Переизбран в 1861 году. Исключён из сената за поддержку конфедератов.                            | 7 мая 1858 — 11 марта 1861 | 4 марта 1859 — 8 марта 1861 | 13 | | |                                             |
| Гражданская война и Реконструкция Юга вакантно с 8 марта 1861 по 14 июля 1868 | Гражданская война и Реконструкция Юга вакантно с 8 марта 1861 по 14 июля 1868 | Гражданская война и Реконструкция Юга вакантно с 8 марта 1861 по 14 июля 1868 | Гражданская война и Реконструкция Юга вакантно с 8 марта 1861 по 14 июля 1868 | Гражданская война и Реконструкция Юга вакантно с 8 марта 1861 по 14 июля 1868                                                                        | Гражданская война и Реконструкция Юга вакантно с 11 марта 1861 по 14 июля 1868                                                                     | Гражданская война и Реконструкция Юга вакантно с 11 марта 1861 по 14 июля 1868 | Гражданская война и Реконструкция Юга вакантно с 11 марта 1861 по 14 июля 1868                                                                                            | Гражданская война и Реконструкция Юга вакантно с 11 марта 1861 по 14 июля 1868                                                                                                   | Гражданская война и Реконструкция Юга вакантно с 11 марта 1861 по 14 июля 1868                                                        | | |                                             |
| Гражданская война и Реконструкция Юга вакантно с 8 марта 1861 по 14 июля 1868 | Гражданская война и Реконструкция Юга вакантно с 8 марта 1861 по 14 июля 1868 | Гражданская война и Реконструкция Юга вакантно с 8 марта 1861 по 14 июля 1868 | Гражданская война и Реконструкция Юга вакантно с 8 марта 1861 по 14 июля 1868 | Гражданская война и Реконструкция Юга вакантно с 8 марта 1861 по 14 июля 1868                                                                        | Гражданская война и Реконструкция Юга вакантно с 11 марта 1861 по 14 июля 1868                                                                     | Гражданская война и Реконструкция Юга вакантно с 11 марта 1861 по 14 июля 1868 | Гражданская война и Реконструкция Юга вакантно с 11 марта 1861 по 14 июля 1868                                                                                            | Гражданская война и Реконструкция Юга вакантно с 11 марта 1861 по 14 июля 1868                                                                                                   | Гражданская война и Реконструкция Юга вакантно с 11 марта 1861 по 14 июля 1868                                                        | 38 | |                                             |
| Гражданская война и Реконструкция Юга вакантно с 8 марта 1861 по 14 июля 1868 | Гражданская война и Реконструкция Юга вакантно с 8 марта 1861 по 14 июля 1868 | Гражданская война и Реконструкция Юга вакантно с 8 марта 1861 по 14 июля 1868 | Гражданская война и Реконструкция Юга вакантно с 8 марта 1861 по 14 июля 1868 | Гражданская война и Реконструкция Юга вакантно с 8 марта 1861 по 14 июля 1868                                                                        | Гражданская война и Реконструкция Юга вакантно с 11 марта 1861 по 14 июля 1868                                                                     | Гражданская война и Реконструкция Юга вакантно с 11 марта 1861 по 14 июля 1868 | Гражданская война и Реконструкция Юга вакантно с 11 марта 1861 по 14 июля 1868                                                                                            | Гражданская война и Реконструкция Юга вакантно с 11 марта 1861 по 14 июля 1868                                                                                                   | Гражданская война и Реконструкция Юга вакантно с 11 марта 1861 по 14 июля 1868                                                        | 14 | 39 |                                             |
| Гражданская война и Реконструкция Юга вакантно с 8 марта 1861 по 14 июля 1868 | Гражданская война и Реконструкция Юга вакантно с 8 марта 1861 по 14 июля 1868 | Гражданская война и Реконструкция Юга вакантно с 8 марта 1861 по 14 июля 1868 | Гражданская война и Реконструкция Юга вакантно с 8 марта 1861 по 14 июля 1868 | Гражданская война и Реконструкция Юга вакантно с 8 марта 1861 по 14 июля 1868                                                                        | Гражданская война и Реконструкция Юга вакантно с 11 марта 1861 по 14 июля 1868                                                                     | Гражданская война и Реконструкция Юга вакантно с 11 марта 1861 по 14 июля 1868 | Гражданская война и Реконструкция Юга вакантно с 11 марта 1861 по 14 июля 1868                                                                                            | Гражданская война и Реконструкция Юга вакантно с 11 марта 1861 по 14 июля 1868                                                                                                   | Гражданская война и Реконструкция Юга вакантно с 11 марта 1861 по 14 июля 1868                                                        | 14 | 40 |                                             |
| 11                                                                            |                                                                               |                                                                               | Джозеф Эббот был избран сенатором в 1868 году. Проиграл выборы 1870 года. | 14 июля 1868 — 3 марта 1871 | 14 | 16 | | | Джон Пул был избран сенатором в 1868 году. Повторно не баллотировался.                                                                | 14 | 14 июля 1868 — 3 марта 1873                                                                               |                                             |
| 11                                                                            | 41                                                                            |                                                                               | Джозеф Эббот был избран сенатором в 1868 году. Проиграл выборы 1870 года. | 14 июля 1868 — 3 марта 1871 | 14 | 16 | | | Джон Пул был избран сенатором в 1868 году. Повторно не баллотировался.                                                                | 14 | 14 июля 1868 — 3 марта 1873                                                                               |                                             |
| вакантно с 4 марта 1871 по 30 января 1872 года                                | вакантно с 4 марта 1871 по 30 января 1872 года                                | вакантно с 4 марта 1871 по 30 января 1872 года                                | вакантно с 4 марта 1871 по 30 января 1872 года | вакантно с 4 марта 1871 по 30 января 1872 года | 14 | 16 | 15 | 42 | Джон Пул был избран сенатором в 1868 году. Повторно не баллотировался.                                                                | | 14 июля 1868 — 3 марта 1873                                                                               |                                             |
| 12                                                                            |                                                                               |                                                                               | Мэтт Ренсом был избран сенатором в 1872 году, после того как легислатура не смогла избрать законодателя в 1871. Переизбран в 1876, 1883 и 1889 годах. Проиграл выборы 1894 года. | 30 января 1872 — 3 марта 1895 | 14 | 16 | 15 | 42 | Джон Пул был избран сенатором в 1868 году. Повторно не баллотировался.                                                                | | 14 июля 1868 — 3 марта 1873                                                                               |                                             |
| 12                                                                            | 43                                                                            | 15                                                                            | Мэтт Ренсом был избран сенатором в 1872 году, после того как легислатура не смогла избрать законодателя в 1871. Переизбран в 1876, 1883 и 1889 годах. Проиграл выборы 1894 года. | 30 января 1872 — 3 марта 1895 | 17 | | 15 | | Огастес Мэрримон был избран сенатором в 1872 году. Проиграл выборы 1879 года.                                                         | 4 марта 1873 — 3 марта 1879 | |                                             |
| 12                                                                            | 44                                                                            | 15                                                                            | Мэтт Ренсом был избран сенатором в 1872 году, после того как легислатура не смогла избрать законодателя в 1871. Переизбран в 1876, 1883 и 1889 годах. Проиграл выборы 1894 года. | 30 января 1872 — 3 марта 1895 | 17 | | 15 | | Огастес Мэрримон был избран сенатором в 1872 году. Проиграл выборы 1879 года.                                                         | 4 марта 1873 — 3 марта 1879 | |                                             |
| 12                                                                            | 16                                                                            | 15                                                                            | Мэтт Ренсом был избран сенатором в 1872 году, после того как легислатура не смогла избрать законодателя в 1871. Переизбран в 1876, 1883 и 1889 годах. Проиграл выборы 1894 года. | 30 января 1872 — 3 марта 1895 | 17 | 45 | | | Огастес Мэрримон был избран сенатором в 1872 году. Проиграл выборы 1879 года.                                                         | 4 марта 1873 — 3 марта 1879 | |                                             |
| 12                                                                            | 16                                                                            | 46                                                                            | Мэтт Ренсом был избран сенатором в 1872 году, после того как легислатура не смогла избрать законодателя в 1871. Переизбран в 1876, 1883 и 1889 годах. Проиграл выборы 1894 года. | 30 января 1872 — 3 марта 1895 | 16 | 18 | | | Зебулон Вэнс был избран сенатором в 1879 году. Переизбран в 1884 и 1890 году. Умер в должности 14 апреля 1894 года.                   | 4 марта 1879 — 14 апреля 1894 | |                                             |
| 12                                                                            | 16                                                                            | 47                                                                            | Мэтт Ренсом был избран сенатором в 1872 году, после того как легислатура не смогла избрать законодателя в 1871. Переизбран в 1876, 1883 и 1889 годах. Проиграл выборы 1894 года. | 30 января 1872 — 3 марта 1895 | 16 | 18 | | | Зебулон Вэнс был избран сенатором в 1879 году. Переизбран в 1884 и 1890 году. Умер в должности 14 апреля 1894 года.                   | 4 марта 1879 — 14 апреля 1894 | |                                             |
| 12                                                                            | 17                                                                            | 48                                                                            | Мэтт Ренсом был избран сенатором в 1872 году, после того как легислатура не смогла избрать законодателя в 1871. Переизбран в 1876, 1883 и 1889 годах. Проиграл выборы 1894 года. | 30 января 1872 — 3 марта 1895 | 16 | 18 | | | Зебулон Вэнс был избран сенатором в 1879 году. Переизбран в 1884 и 1890 году. Умер в должности 14 апреля 1894 года.                   | 4 марта 1879 — 14 апреля 1894 | |                                             |
| 12                                                                            | 17                                                                            | 49                                                                            | Мэтт Ренсом был избран сенатором в 1872 году, после того как легислатура не смогла избрать законодателя в 1871. Переизбран в 1876, 1883 и 1889 годах. Проиграл выборы 1894 года. | 30 января 1872 — 3 марта 1895 | 17 | 18 | | | Зебулон Вэнс был избран сенатором в 1879 году. Переизбран в 1884 и 1890 году. Умер в должности 14 апреля 1894 года.                   | 4 марта 1879 — 14 апреля 1894 | |                                             |
| 12                                                                            | 17                                                                            | 50                                                                            | Мэтт Ренсом был избран сенатором в 1872 году, после того как легислатура не смогла избрать законодателя в 1871. Переизбран в 1876, 1883 и 1889 годах. Проиграл выборы 1894 года. | 30 января 1872 — 3 марта 1895 | 17 | 18 | | | Зебулон Вэнс был избран сенатором в 1879 году. Переизбран в 1884 и 1890 году. Умер в должности 14 апреля 1894 года.                   | 4 марта 1879 — 14 апреля 1894 | |                                             |
| 12                                                                            | 18                                                                            | 51                                                                            | Мэтт Ренсом был избран сенатором в 1872 году, после того как легислатура не смогла избрать законодателя в 1871. Переизбран в 1876, 1883 и 1889 годах. Проиграл выборы 1894 года. | 30 января 1872 — 3 марта 1895 | 17 | 18 | | | Зебулон Вэнс был избран сенатором в 1879 году. Переизбран в 1884 и 1890 году. Умер в должности 14 апреля 1894 года.                   | 4 марта 1879 — 14 апреля 1894 | |                                             |
| 12                                                                            | 18                                                                            | 52                                                                            | Мэтт Ренсом был избран сенатором в 1872 году, после того как легислатура не смогла избрать законодателя в 1871. Переизбран в 1876, 1883 и 1889 годах. Проиграл выборы 1894 года. | 30 января 1872 — 3 марта 1895 | 18 | 18 | | | Зебулон Вэнс был избран сенатором в 1879 году. Переизбран в 1884 и 1890 году. Умер в должности 14 апреля 1894 года.                   | 4 марта 1879 — 14 апреля 1894 | |                                             |
| 12                                                                            | 18                                                                            | 53                                                                            | Мэтт Ренсом был избран сенатором в 1872 году, после того как легислатура не смогла избрать законодателя в 1871. Переизбран в 1876, 1883 и 1889 годах. Проиграл выборы 1894 года. | 30 января 1872 — 3 марта 1895 | 18 | 18 | | | Зебулон Вэнс был избран сенатором в 1879 году. Переизбран в 1884 и 1890 году. Умер в должности 14 апреля 1894 года.                   | 4 марта 1879 — 14 апреля 1894 | |                                             |
| 12                                                                            | 18                                                                            | вакантно с 14 апреля по 19 апреля 1894 года                                   | Мэтт Ренсом был избран сенатором в 1872 году, после того как легислатура не смогла избрать законодателя в 1871. Переизбран в 1876, 1883 и 1889 годах. Проиграл выборы 1894 года. | 30 января 1872 — 3 марта 1895 | 18 | | | | | | |                                             |
| 12                                                                            | 18                                                                            | 19                                                                            | Мэтт Ренсом был избран сенатором в 1872 году, после того как легислатура не смогла избрать законодателя в 1871. Переизбран в 1876, 1883 и 1889 годах. Проиграл выборы 1894 года. | 30 января 1872 — 3 марта 1895 | 18 | | | Томас Джарвис был избран сенатором в 1894 году для окончания срока Зебулона Вэнса. Неизвестна причина ухода с поста.                                                             | 19 апреля 1894 — 23 января 1895 | | |                                             |
| 12                                                                            | 18                                                                            | 20                                                                            | Мэтт Ренсом был избран сенатором в 1872 году, после того как легислатура не смогла избрать законодателя в 1871. Переизбран в 1876, 1883 и 1889 годах. Проиграл выборы 1894 года. | 30 января 1872 — 3 марта 1895 | 18 | | | Джетер Притчард был квалифицирован сенатором в 1895 году для окончания срока Зебулона Вэнса. Переизбран в 1897 году. Проиграл выборы 1903 года.                                  | 23 января 1895 — 3 марта 1903 | | |                                             |
| 13                                                                            |                                                                               | 20                                                                            | | Мэрион Батлер был избран сенатором в 1894 году. Проиграл выборы 1901 года.                                                                           | 18 | 4 марта 1895 — 3 марта 1901 | 19 | Джетер Притчард был квалифицирован сенатором в 1895 году для окончания срока Зебулона Вэнса. Переизбран в 1897 году. Проиграл выборы 1903 года.                                  | 23 января 1895 — 3 марта 1903 | 54 | |                                             |
| 13                                                                            | 55                                                                            | 20                                                                            | 19 | Мэрион Батлер был избран сенатором в 1894 году. Проиграл выборы 1901 года.                                                                           | | 4 марта 1895 — 3 марта 1901 | 19 | Джетер Притчард был квалифицирован сенатором в 1895 году для окончания срока Зебулона Вэнса. Переизбран в 1897 году. Проиграл выборы 1903 года.                                  | 23 января 1895 — 3 марта 1903 | | |                                             |
| 13                                                                            | 56                                                                            | 20                                                                            | 19 | Мэрион Батлер был избран сенатором в 1894 году. Проиграл выборы 1901 года.                                                                           | | 4 марта 1895 — 3 марта 1901 | 19 | Джетер Притчард был квалифицирован сенатором в 1895 году для окончания срока Зебулона Вэнса. Переизбран в 1897 году. Проиграл выборы 1903 года.                                  | 23 января 1895 — 3 марта 1903 | | |                                             |
| 14                                                                            |                                                                               | 20                                                                            | 19 | | Фернифольд Симмонс был избран сенатором в 1901 году. Переизбран в 1907, 1913, 1918 и 1924 годах. Проиграл выборы 1930 года.                        | 4 марта 1901 — 3 марта 1931 | 20 | Джетер Притчард был квалифицирован сенатором в 1895 году для окончания срока Зебулона Вэнса. Переизбран в 1897 году. Проиграл выборы 1903 года.                                  | 23 января 1895 — 3 марта 1903 | 57 | |                                             |
| 14                                                                            | 58                                                                            | 20                                                                            | 21 | | Фернифольд Симмонс был избран сенатором в 1901 году. Переизбран в 1907, 1913, 1918 и 1924 годах. Проиграл выборы 1930 года.                        | 4 марта 1901 — 3 марта 1931 | 20 | | Ли Овермэн был избран сенатором в 1903 году. Переизбран в 1909, 1914, 1920 и 1926 годах. Умер в должности 12 декабря 1930 года.       | 4 марта 1903 — 12 декабря 1930 | |                                             |
| 14                                                                            | 59                                                                            | 20                                                                            | 21 | | Фернифольд Симмонс был избран сенатором в 1901 году. Переизбран в 1907, 1913, 1918 и 1924 годах. Проиграл выборы 1930 года.                        | 4 марта 1901 — 3 марта 1931 | 20 | | Ли Овермэн был избран сенатором в 1903 году. Переизбран в 1909, 1914, 1920 и 1926 годах. Умер в должности 12 декабря 1930 года.       | 4 марта 1903 — 12 декабря 1930 | |                                             |
| 14                                                                            | 21                                                                            | 20                                                                            | 21 | 60 | Фернифольд Симмонс был избран сенатором в 1901 году. Переизбран в 1907, 1913, 1918 и 1924 годах. Проиграл выборы 1930 года.                        | 4 марта 1901 — 3 марта 1931 | | | Ли Овермэн был избран сенатором в 1903 году. Переизбран в 1909, 1914, 1920 и 1926 годах. Умер в должности 12 декабря 1930 года.       | 4 марта 1903 — 12 декабря 1930 | |                                             |
| 14                                                                            | 21                                                                            | 61                                                                            | 21 | 21 | Фернифольд Симмонс был избран сенатором в 1901 году. Переизбран в 1907, 1913, 1918 и 1924 годах. Проиграл выборы 1930 года.                        | 4 марта 1901 — 3 марта 1931 | | | Ли Овермэн был избран сенатором в 1903 году. Переизбран в 1909, 1914, 1920 и 1926 годах. Умер в должности 12 декабря 1930 года.       | 4 марта 1903 — 12 декабря 1930 | |                                             |
| 14                                                                            | 21                                                                            | 62                                                                            | 21 | 21 | Фернифольд Симмонс был избран сенатором в 1901 году. Переизбран в 1907, 1913, 1918 и 1924 годах. Проиграл выборы 1930 года.                        | 4 марта 1901 — 3 марта 1931 | | | Ли Овермэн был избран сенатором в 1903 году. Переизбран в 1909, 1914, 1920 и 1926 годах. Умер в должности 12 декабря 1930 года.       | 4 марта 1903 — 12 декабря 1930 | |                                             |
| 14                                                                            | 22                                                                            | 63                                                                            | 21 | 21 | Фернифольд Симмонс был избран сенатором в 1901 году. Переизбран в 1907, 1913, 1918 и 1924 годах. Проиграл выборы 1930 года.                        | 4 марта 1901 — 3 марта 1931 | | | Ли Овермэн был избран сенатором в 1903 году. Переизбран в 1909, 1914, 1920 и 1926 годах. Умер в должности 12 декабря 1930 года.       | 4 марта 1903 — 12 декабря 1930 | |                                             |
| 14                                                                            | 22                                                                            | 64                                                                            | 21 | 22 | Фернифольд Симмонс был избран сенатором в 1901 году. Переизбран в 1907, 1913, 1918 и 1924 годах. Проиграл выборы 1930 года.                        | 4 марта 1901 — 3 марта 1931 | | | Ли Овермэн был избран сенатором в 1903 году. Переизбран в 1909, 1914, 1920 и 1926 годах. Умер в должности 12 декабря 1930 года.       | 4 марта 1903 — 12 декабря 1930 | |                                             |
| 14                                                                            | 22                                                                            | 65                                                                            | 21 | 22 | Фернифольд Симмонс был избран сенатором в 1901 году. Переизбран в 1907, 1913, 1918 и 1924 годах. Проиграл выборы 1930 года.                        | 4 марта 1901 — 3 марта 1931 | | | Ли Овермэн был избран сенатором в 1903 году. Переизбран в 1909, 1914, 1920 и 1926 годах. Умер в должности 12 декабря 1930 года.       | 4 марта 1903 — 12 декабря 1930 | |                                             |
| 14                                                                            | 23                                                                            | 66                                                                            | 21 | 22 | Фернифольд Симмонс был избран сенатором в 1901 году. Переизбран в 1907, 1913, 1918 и 1924 годах. Проиграл выборы 1930 года.                        | 4 марта 1901 — 3 марта 1931 | | | Ли Овермэн был избран сенатором в 1903 году. Переизбран в 1909, 1914, 1920 и 1926 годах. Умер в должности 12 декабря 1930 года.       | 4 марта 1903 — 12 декабря 1930 | |                                             |
| 14                                                                            | 23                                                                            | 67                                                                            | 21 | 23 | Фернифольд Симмонс был избран сенатором в 1901 году. Переизбран в 1907, 1913, 1918 и 1924 годах. Проиграл выборы 1930 года.                        | 4 марта 1901 — 3 марта 1931 | | | Ли Овермэн был избран сенатором в 1903 году. Переизбран в 1909, 1914, 1920 и 1926 годах. Умер в должности 12 декабря 1930 года.       | 4 марта 1903 — 12 декабря 1930 | |                                             |
| 14                                                                            | 23                                                                            | 68                                                                            | 21 | 23 | Фернифольд Симмонс был избран сенатором в 1901 году. Переизбран в 1907, 1913, 1918 и 1924 годах. Проиграл выборы 1930 года.                        | 4 марта 1901 — 3 марта 1931 | | | Ли Овермэн был избран сенатором в 1903 году. Переизбран в 1909, 1914, 1920 и 1926 годах. Умер в должности 12 декабря 1930 года.       | 4 марта 1903 — 12 декабря 1930 | |                                             |
| 14                                                                            | 24                                                                            | 69                                                                            | 21 | 23 | Фернифольд Симмонс был избран сенатором в 1901 году. Переизбран в 1907, 1913, 1918 и 1924 годах. Проиграл выборы 1930 года.                        | 4 марта 1901 — 3 марта 1931 | | | Ли Овермэн был избран сенатором в 1903 году. Переизбран в 1909, 1914, 1920 и 1926 годах. Умер в должности 12 декабря 1930 года.       | 4 марта 1903 — 12 декабря 1930 | |                                             |
| 14                                                                            | 24                                                                            | 70                                                                            | 21 | 24 | Фернифольд Симмонс был избран сенатором в 1901 году. Переизбран в 1907, 1913, 1918 и 1924 годах. Проиграл выборы 1930 года.                        | 4 марта 1901 — 3 марта 1931 | | | Ли Овермэн был избран сенатором в 1903 году. Переизбран в 1909, 1914, 1920 и 1926 годах. Умер в должности 12 декабря 1930 года.       | 4 марта 1903 — 12 декабря 1930 | |                                             |
| 14                                                                            | 24                                                                            | 71                                                                            | 22 | 24 | Фернифольд Симмонс был избран сенатором в 1901 году. Переизбран в 1907, 1913, 1918 и 1924 годах. Проиграл выборы 1930 года.                        | 4 марта 1901 — 3 марта 1931 | | | Кэмерон Моррисон был назначен сенатором в 1930 году для окончания срока Ли Овермэна до выборов следующего сенатора.                   | 13 декабря 1930 — 4 декабря 1932 | |                                             |
| 15                                                                            |                                                                               |                                                                               | 22 | 24 | Джозайя Бейли был избран сенатором в 1930 году. Переизбран в 1936 и 1942 году. Умер в должности 15 декабря 1946 года.                              | 4 марта 1931 — 15 декабря 1946 | 25 | 72 | Кэмерон Моррисон был назначен сенатором в 1930 году для окончания срока Ли Овермэна до выборов следующего сенатора.                   | 13 декабря 1930 — 4 декабря 1932 | |                                             |
| 15                                                                            | 23                                                                            |                                                                               | | 24 | Джозайя Бейли был избран сенатором в 1930 году. Переизбран в 1936 и 1942 году. Умер в должности 15 декабря 1946 года.                              | 4 марта 1931 — 15 декабря 1946 | 25 | 72 | Роберт Рейнольдс был избран сенатором в 1932 году для окончания срока Ли Овермэна. Переизбран в 1932 и 1938 году. Подал в отставку.   | 5 декабря 1932 — 3 января 1945 | |                                             |
| 15                                                                            | 23                                                                            | 73                                                                            | 25 | | Джозайя Бейли был избран сенатором в 1930 году. Переизбран в 1936 и 1942 году. Умер в должности 15 декабря 1946 года.                              | 4 марта 1931 — 15 декабря 1946 | 25 | | Роберт Рейнольдс был избран сенатором в 1932 году для окончания срока Ли Овермэна. Переизбран в 1932 и 1938 году. Подал в отставку.   | 5 декабря 1932 — 3 января 1945 | |                                             |
| 15                                                                            | 23                                                                            | 74                                                                            | 25 | | Джозайя Бейли был избран сенатором в 1930 году. Переизбран в 1936 и 1942 году. Умер в должности 15 декабря 1946 года.                              | 4 марта 1931 — 15 декабря 1946 | 25 | | Роберт Рейнольдс был избран сенатором в 1932 году для окончания срока Ли Овермэна. Переизбран в 1932 и 1938 году. Подал в отставку.   | 5 декабря 1932 — 3 января 1945 | |                                             |
| 15                                                                            | 23                                                                            | 26                                                                            | 25 | 75 | Джозайя Бейли был избран сенатором в 1930 году. Переизбран в 1936 и 1942 году. Умер в должности 15 декабря 1946 года.                              | 4 марта 1931 — 15 декабря 1946 | | | Роберт Рейнольдс был избран сенатором в 1932 году для окончания срока Ли Овермэна. Переизбран в 1932 и 1938 году. Подал в отставку.   | 5 декабря 1932 — 3 января 1945 | |                                             |
| 15                                                                            | 23                                                                            | 26                                                                            | 76 | 26 | Джозайя Бейли был избран сенатором в 1930 году. Переизбран в 1936 и 1942 году. Умер в должности 15 декабря 1946 года.                              | 4 марта 1931 — 15 декабря 1946 | | | Роберт Рейнольдс был избран сенатором в 1932 году для окончания срока Ли Овермэна. Переизбран в 1932 и 1938 году. Подал в отставку.   | 5 декабря 1932 — 3 января 1945 | |                                             |
| 15                                                                            | 23                                                                            | 26                                                                            | 77 | 26 | Джозайя Бейли был избран сенатором в 1930 году. Переизбран в 1936 и 1942 году. Умер в должности 15 декабря 1946 года.                              | 4 марта 1931 — 15 декабря 1946 | | | Роберт Рейнольдс был избран сенатором в 1932 году для окончания срока Ли Овермэна. Переизбран в 1932 и 1938 году. Подал в отставку.   | 5 декабря 1932 — 3 января 1945 | |                                             |
| 15                                                                            | 23                                                                            | 27                                                                            | 78 | 26 | Джозайя Бейли был избран сенатором в 1930 году. Переизбран в 1936 и 1942 году. Умер в должности 15 декабря 1946 года.                              | 4 марта 1931 — 15 декабря 1946 | | | Роберт Рейнольдс был избран сенатором в 1932 году для окончания срока Ли Овермэна. Переизбран в 1932 и 1938 году. Подал в отставку.   | 5 декабря 1932 — 3 января 1945 | |                                             |
| 15                                                                            | 79                                                                            | 27                                                                            | | | Джозайя Бейли был избран сенатором в 1930 году. Переизбран в 1936 и 1942 году. Умер в должности 15 декабря 1946 года.                              | 4 марта 1931 — 15 декабря 1946 | | | | | |                                             |
| вакантно с 15 декабря по 18 декабря 1946 года                                 | вакантно с 15 декабря по 18 декабря 1946 года                                 | вакантно с 15 декабря по 18 декабря 1946 года                                 | вакантно с 15 декабря по 18 декабря 1946 года | вакантно с 15 декабря по 18 декабря 1946 года | 27 | 24 | | | Клайд Хои был избран сенатором в 1944 году. Переизбран в 1950 году. Умер в должности 12 мая 1954 года.                                | 3 января 1945 — 12 мая 1954 | |                                             |
| 16                                                                            |                                                                               | 27                                                                            | | Уильям Амстед был назначен сенатором в 1946 году для окончания срока Джозайя Бейли до выборов следующего сенатора.                                   | 27 | 24 | 18 декабря 1946 — 30 декабря 1948 | | Клайд Хои был избран сенатором в 1944 году. Переизбран в 1950 году. Умер в должности 12 мая 1954 года.                                | 3 января 1945 — 12 мая 1954 | |                                             |
| 16                                                                            | 80                                                                            | 27                                                                            | | Уильям Амстед был назначен сенатором в 1946 году для окончания срока Джозайя Бейли до выборов следующего сенатора.                                   | 27 | 24 | 18 декабря 1946 — 30 декабря 1948 | | Клайд Хои был избран сенатором в 1944 году. Переизбран в 1950 году. Умер в должности 12 мая 1954 года.                                | 3 января 1945 — 12 мая 1954 | |                                             |
| 17                                                                            |                                                                               | 27                                                                            | | Мелвилл Брайтон был избран сенатором в 1948 году для окончания срока Джозайя Бейли и на полный срок. Умер в должности 6 марта 1949 года.             | 27 | 24 | 31 декабря 1948 — 6 марта 1949 | | Клайд Хои был избран сенатором в 1944 году. Переизбран в 1950 году. Умер в должности 12 мая 1954 года.                                | 3 января 1945 — 12 мая 1954 | |                                             |
| 17                                                                            | 28                                                                            | 81                                                                            | | Мелвилл Брайтон был избран сенатором в 1948 году для окончания срока Джозайя Бейли и на полный срок. Умер в должности 6 марта 1949 года.             | 27 | 24 | 31 декабря 1948 — 6 марта 1949 | | Клайд Хои был избран сенатором в 1944 году. Переизбран в 1950 году. Умер в должности 12 мая 1954 года.                                | 3 января 1945 — 12 мая 1954 | |                                             |
| вакантно с 6 марта по 29 марта 1949 года                                      | 28                                                                            | 81                                                                            | | | 27 | 24 | | | Клайд Хои был избран сенатором в 1944 году. Переизбран в 1950 году. Умер в должности 12 мая 1954 года.                                | 3 января 1945 — 12 мая 1954 | |                                             |
| 18                                                                            | 28                                                                            | 81                                                                            | | | 27 | 24 | Фрэнк Грэм был назначен сенатором в 1949 году для окончания срока Мелвилла Брайтона. Проиграл выдвижение на пост сенатора от Демократической партии.                      | 29 марта 1949 — 26 ноября 1950 | Клайд Хои был избран сенатором в 1944 году. Переизбран в 1950 году. Умер в должности 12 мая 1954 года.                                | 3 января 1945 — 12 мая 1954 | |                                             |
| 19                                                                            | 28                                                                            | 81                                                                            | | | 27 | 24 | Уиллис Смит был избран сенатором в 1950 году для окончания срока Мелвилла Брайтона. Умер в должности 26 июня 1953 года.                                                   | 27 ноября 1950 — 26 июня 1953 | Клайд Хои был избран сенатором в 1944 году. Переизбран в 1950 году. Умер в должности 12 мая 1954 года.                                | 3 января 1945 — 12 мая 1954 | |                                             |
| 19                                                                            | 28                                                                            | 82                                                                            | 28 | | | 24 | Уиллис Смит был избран сенатором в 1950 году для окончания срока Мелвилла Брайтона. Умер в должности 26 июня 1953 года.                                                   | 27 ноября 1950 — 26 июня 1953 | Клайд Хои был избран сенатором в 1944 году. Переизбран в 1950 году. Умер в должности 12 мая 1954 года.                                | 3 января 1945 — 12 мая 1954 | |                                             |
| 19                                                                            | 28                                                                            | 83                                                                            | 28 | | | 24 | Уиллис Смит был избран сенатором в 1950 году для окончания срока Мелвилла Брайтона. Умер в должности 26 июня 1953 года.                                                   | 27 ноября 1950 — 26 июня 1953 | Клайд Хои был избран сенатором в 1944 году. Переизбран в 1950 году. Умер в должности 12 мая 1954 года.                                | 3 января 1945 — 12 мая 1954 | |                                             |
| вакантно с 26 июня по 10 июля 1953 года                                       | вакантно с 26 июня по 10 июля 1953 года                                       | вакантно с 26 июня по 10 июля 1953 года                                       | вакантно с 26 июня по 10 июля 1953 года | вакантно с 26 июня по 10 июля 1953 года | вакантно с 12 мая по 5 июня 1954 года | вакантно с 12 мая по 5 июня 1954 года | вакантно с 12 мая по 5 июня 1954 года | вакантно с 12 мая по 5 июня 1954 года | вакантно с 12 мая по 5 июня 1954 года                                                                                                 | | |                                             |
| 20                                                                            | 28                                                                            |                                                                               | 28 | | Элтон Леннон был назначен сенатором в 1953 году для окончания срока Уиллиса Смита. Проиграл выдвижение на пост сенатора от Демократической партии. | 10 июля 1953 — 28 ноября 1954 | 25 | | | Сэм Эрвин был назначен, а затем избран сенатором в 1954 году для окончания срока Клайда Хои. Переизбран в 1956, 1962 и 1968 годах. Подал в отставку. | 5 июня 1954 — 31 декабря 1974                                                                             |                                             |
| 21                                                                            | 28                                                                            |                                                                               | 28 | | Керр Скотт был избран сенатором в 1954 году для окончания срока Уиллиса Смита и на полный срок. Умер в должности 16 апреля 1958 года.              | 29 ноября 1954 — 16 апреля 1958 | 25 | | | Сэм Эрвин был назначен, а затем избран сенатором в 1954 году для окончания срока Клайда Хои. Переизбран в 1956, 1962 и 1968 годах. Подал в отставку. | 5 июня 1954 — 31 декабря 1974                                                                             |                                             |
| 21                                                                            | 29                                                                            | 84                                                                            | 28 | | Керр Скотт был избран сенатором в 1954 году для окончания срока Уиллиса Смита и на полный срок. Умер в должности 16 апреля 1958 года.              | 29 ноября 1954 — 16 апреля 1958 | 25 | | | Сэм Эрвин был назначен, а затем избран сенатором в 1954 году для окончания срока Клайда Хои. Переизбран в 1956, 1962 и 1968 годах. Подал в отставку. | 5 июня 1954 — 31 декабря 1974                                                                             |                                             |
| 21                                                                            | 29                                                                            | 85                                                                            | 29 | | Керр Скотт был избран сенатором в 1954 году для окончания срока Уиллиса Смита и на полный срок. Умер в должности 16 апреля 1958 года.              | 29 ноября 1954 — 16 апреля 1958 | 25 | | | Сэм Эрвин был назначен, а затем избран сенатором в 1954 году для окончания срока Клайда Хои. Переизбран в 1956, 1962 и 1968 годах. Подал в отставку. | 5 июня 1954 — 31 декабря 1974                                                                             |                                             |
| вакантно с 16 апреля по 19 апреля 1958 года                                   | 29                                                                            | 85                                                                            | 29 | | | | 25 | | | Сэм Эрвин был назначен, а затем избран сенатором в 1954 году для окончания срока Клайда Хои. Переизбран в 1956, 1962 и 1968 годах. Подал в отставку. | 5 июня 1954 — 31 декабря 1974                                                                             |                                             |
| 22                                                                            | 29                                                                            | 85                                                                            | 29 | | | Эверетт Джордан был назначен, а затем избран сенатором в 1958 году для окончания срока Керра Скотта. Переизбран в 1960 и 1966 году. Проиграл выдвижение на пост сенатора от Демократической партии. | 25 | 19 апреля 1958 — 3 января 1973 | | Сэм Эрвин был назначен, а затем избран сенатором в 1954 году для окончания срока Клайда Хои. Переизбран в 1956, 1962 и 1968 годах. Подал в отставку. | 5 июня 1954 — 31 декабря 1974                                                                             |                                             |
| 22                                                                            | 29                                                                            | 86                                                                            | 29 | | | Эверетт Джордан был назначен, а затем избран сенатором в 1958 году для окончания срока Керра Скотта. Переизбран в 1960 и 1966 году. Проиграл выдвижение на пост сенатора от Демократической партии. | 25 | 19 апреля 1958 — 3 января 1973 | | Сэм Эрвин был назначен, а затем избран сенатором в 1954 году для окончания срока Клайда Хои. Переизбран в 1956, 1962 и 1968 годах. Подал в отставку. | 5 июня 1954 — 31 декабря 1974                                                                             |                                             |
| 22                                                                            | 30                                                                            | 87                                                                            | 29 | | | Эверетт Джордан был назначен, а затем избран сенатором в 1958 году для окончания срока Керра Скотта. Переизбран в 1960 и 1966 году. Проиграл выдвижение на пост сенатора от Демократической партии. | 25 | 19 апреля 1958 — 3 января 1973 | | Сэм Эрвин был назначен, а затем избран сенатором в 1954 году для окончания срока Клайда Хои. Переизбран в 1956, 1962 и 1968 годах. Подал в отставку. | 5 июня 1954 — 31 декабря 1974                                                                             |                                             |
| 22                                                                            | 30                                                                            | 88                                                                            | 30 | | | Эверетт Джордан был назначен, а затем избран сенатором в 1958 году для окончания срока Керра Скотта. Переизбран в 1960 и 1966 году. Проиграл выдвижение на пост сенатора от Демократической партии. | 25 | 19 апреля 1958 — 3 января 1973 | | Сэм Эрвин был назначен, а затем избран сенатором в 1954 году для окончания срока Клайда Хои. Переизбран в 1956, 1962 и 1968 годах. Подал в отставку. | 5 июня 1954 — 31 декабря 1974                                                                             |                                             |
| 22                                                                            | 30                                                                            | 89                                                                            | 30 | | | Эверетт Джордан был назначен, а затем избран сенатором в 1958 году для окончания срока Керра Скотта. Переизбран в 1960 и 1966 году. Проиграл выдвижение на пост сенатора от Демократической партии. | 25 | 19 апреля 1958 — 3 января 1973 | | Сэм Эрвин был назначен, а затем избран сенатором в 1954 году для окончания срока Клайда Хои. Переизбран в 1956, 1962 и 1968 годах. Подал в отставку. | 5 июня 1954 — 31 декабря 1974                                                                             |                                             |
| 22                                                                            | 31                                                                            | 90                                                                            | 30 | | | Эверетт Джордан был назначен, а затем избран сенатором в 1958 году для окончания срока Керра Скотта. Переизбран в 1960 и 1966 году. Проиграл выдвижение на пост сенатора от Демократической партии. | 25 | 19 апреля 1958 — 3 января 1973 | | Сэм Эрвин был назначен, а затем избран сенатором в 1954 году для окончания срока Клайда Хои. Переизбран в 1956, 1962 и 1968 годах. Подал в отставку. | 5 июня 1954 — 31 декабря 1974                                                                             |                                             |
| 22                                                                            | 31                                                                            | 91                                                                            | 31 | | | Эверетт Джордан был назначен, а затем избран сенатором в 1958 году для окончания срока Керра Скотта. Переизбран в 1960 и 1966 году. Проиграл выдвижение на пост сенатора от Демократической партии. | 25 | 19 апреля 1958 — 3 января 1973 | | Сэм Эрвин был назначен, а затем избран сенатором в 1954 году для окончания срока Клайда Хои. Переизбран в 1956, 1962 и 1968 годах. Подал в отставку. | 5 июня 1954 — 31 декабря 1974                                                                             |                                             |
| 22                                                                            | 31                                                                            | 92                                                                            | 31 | | | Эверетт Джордан был назначен, а затем избран сенатором в 1958 году для окончания срока Керра Скотта. Переизбран в 1960 и 1966 году. Проиграл выдвижение на пост сенатора от Демократической партии. | 25 | 19 апреля 1958 — 3 января 1973 | | Сэм Эрвин был назначен, а затем избран сенатором в 1954 году для окончания срока Клайда Хои. Переизбран в 1956, 1962 и 1968 годах. Подал в отставку. | 5 июня 1954 — 31 декабря 1974                                                                             |                                             |
| 23                                                                            |                                                                               |                                                                               | 31 | Джесси Хелмс был избран сенатором в 1972 году. Переизбран в 1978, 1984, 1990 и 1996 годах. Не участвовал в выборах 2002 года.                        | 3 января 1973 — 3 января 2003 | 32 | 25 | 93 | | Сэм Эрвин был назначен, а затем избран сенатором в 1954 году для окончания срока Клайда Хои. Переизбран в 1956, 1962 и 1968 годах. Подал в отставку. | 5 июня 1954 — 31 декабря 1974                                                                             |                                             |
| 23                                                                            | вакантно с 31 декабря 1974 по 3 января 1975 года                              |                                                                               | 31 | Джесси Хелмс был избран сенатором в 1972 году. Переизбран в 1978, 1984, 1990 и 1996 годах. Не участвовал в выборах 2002 года.                        | 3 января 1973 — 3 января 2003 | 32 | | 93 | | | |                                             |
| 23                                                                            | 94                                                                            | 32                                                                            | 26 | Джесси Хелмс был избран сенатором в 1972 году. Переизбран в 1978, 1984, 1990 и 1996 годах. Не участвовал в выборах 2002 года.                        | 3 января 1973 — 3 января 2003 | 32 | | | Роберт Морган был избран сенатором в 1974 году. Проиграл выборы 1980 года.                                                            | 3 января 1975 — 3 января 1981 | |                                             |
| 23                                                                            | 95                                                                            | 32                                                                            | 26 | Джесси Хелмс был избран сенатором в 1972 году. Переизбран в 1978, 1984, 1990 и 1996 годах. Не участвовал в выборах 2002 года.                        | 3 января 1973 — 3 января 2003 | 32 | | | Роберт Морган был избран сенатором в 1974 году. Проиграл выборы 1980 года.                                                            | 3 января 1975 — 3 января 1981 | |                                             |
| 23                                                                            | 33                                                                            | 32                                                                            | 26 | Джесси Хелмс был избран сенатором в 1972 году. Переизбран в 1978, 1984, 1990 и 1996 годах. Не участвовал в выборах 2002 года.                        | 3 января 1973 — 3 января 2003 | 96 | | | Роберт Морган был избран сенатором в 1974 году. Проиграл выборы 1980 года.                                                            | 3 января 1975 — 3 января 1981 | |                                             |
| 23                                                                            | 33                                                                            | 97                                                                            | 33 | Джесси Хелмс был избран сенатором в 1972 году. Переизбран в 1978, 1984, 1990 и 1996 годах. Не участвовал в выборах 2002 года.                        | 3 января 1973 — 3 января 2003 | 27 | | | Джон Ист был избран сенатором в 1980 году. Умер в должности 29 июня 1986 года.                                                        | 3 января 1981 — 29 июня 1986 | |                                             |
| 23                                                                            | 33                                                                            | 98                                                                            | 33 | Джесси Хелмс был избран сенатором в 1972 году. Переизбран в 1978, 1984, 1990 и 1996 годах. Не участвовал в выборах 2002 года.                        | 3 января 1973 — 3 января 2003 | 27 | | | Джон Ист был избран сенатором в 1980 году. Умер в должности 29 июня 1986 года.                                                        | 3 января 1981 — 29 июня 1986 | |                                             |
| 23                                                                            | 34                                                                            | 99                                                                            | 33 | Джесси Хелмс был избран сенатором в 1972 году. Переизбран в 1978, 1984, 1990 и 1996 годах. Не участвовал в выборах 2002 года.                        | 3 января 1973 — 3 января 2003 | 27 | | | Джон Ист был избран сенатором в 1980 году. Умер в должности 29 июня 1986 года.                                                        | 3 января 1981 — 29 июня 1986 | |                                             |
| 23                                                                            | 34                                                                            | 99                                                                            | 33 | Джесси Хелмс был избран сенатором в 1972 году. Переизбран в 1978, 1984, 1990 и 1996 годах. Не участвовал в выборах 2002 года.                        | 3 января 1973 — 3 января 2003 | вакантно с 29 июня 1986 по 14 июля 1986 года | | | | | |                                             |
| 23                                                                            | 34                                                                            | 99                                                                            | 33 | Джесси Хелмс был избран сенатором в 1972 году. Переизбран в 1978, 1984, 1990 и 1996 годах. Не участвовал в выборах 2002 года.                        | 3 января 1973 — 3 января 2003 | 28 | | | Джим Бройхилл был назначен сенатором в 1986 году для окончания срока Джона Иста, но проиграл выборы на завершение своего срока.       | 14 июля 1986 — 4 ноября 1986 | |                                             |
| 23                                                                            | 34                                                                            | 99                                                                            | 33 | Джесси Хелмс был избран сенатором в 1972 году. Переизбран в 1978, 1984, 1990 и 1996 годах. Не участвовал в выборах 2002 года.                        | 3 января 1973 — 3 января 2003 | 29 | | | Терри Сэнфорд был избран сенатором в 1986 году для окончания срока Джона Иста и на полный срок. Проиграл выборы 1992 года.            | 5 ноября 1986 — 3 января 1993 | |                                             |
| 23                                                                            | 34                                                                            | 100                                                                           | 34 | Джесси Хелмс был избран сенатором в 1972 году. Переизбран в 1978, 1984, 1990 и 1996 годах. Не участвовал в выборах 2002 года.                        | 3 января 1973 — 3 января 2003 | 29 | | | Терри Сэнфорд был избран сенатором в 1986 году для окончания срока Джона Иста и на полный срок. Проиграл выборы 1992 года.            | 5 ноября 1986 — 3 января 1993 | |                                             |
| 23                                                                            | 34                                                                            | 101                                                                           | 34 | Джесси Хелмс был избран сенатором в 1972 году. Переизбран в 1978, 1984, 1990 и 1996 годах. Не участвовал в выборах 2002 года.                        | 3 января 1973 — 3 января 2003 | 29 | | | Терри Сэнфорд был избран сенатором в 1986 году для окончания срока Джона Иста и на полный срок. Проиграл выборы 1992 года.            | 5 ноября 1986 — 3 января 1993 | |                                             |
| 23                                                                            | 35                                                                            | 102                                                                           | 34 | Джесси Хелмс был избран сенатором в 1972 году. Переизбран в 1978, 1984, 1990 и 1996 годах. Не участвовал в выборах 2002 года.                        | 3 января 1973 — 3 января 2003 | 29 | | | Терри Сэнфорд был избран сенатором в 1986 году для окончания срока Джона Иста и на полный срок. Проиграл выборы 1992 года.            | 5 ноября 1986 — 3 января 1993 | |                                             |
| 23                                                                            | 35                                                                            | 103                                                                           | 35 | Джесси Хелмс был избран сенатором в 1972 году. Переизбран в 1978, 1984, 1990 и 1996 годах. Не участвовал в выборах 2002 года.                        | 3 января 1973 — 3 января 2003 | 30 | | | Лок Фэрклот был избран сенатором в 1992 году. Проиграл выборы 1998 года.                                                              | 3 января 1993 — 3 января 1999 | |                                             |
| 23                                                                            | 35                                                                            | 104                                                                           | 35 | Джесси Хелмс был избран сенатором в 1972 году. Переизбран в 1978, 1984, 1990 и 1996 годах. Не участвовал в выборах 2002 года.                        | 3 января 1973 — 3 января 2003 | 30 | | | Лок Фэрклот был избран сенатором в 1992 году. Проиграл выборы 1998 года.                                                              | 3 января 1993 — 3 января 1999 | |                                             |
| 23                                                                            | 36                                                                            | 105                                                                           | 35 | Джесси Хелмс был избран сенатором в 1972 году. Переизбран в 1978, 1984, 1990 и 1996 годах. Не участвовал в выборах 2002 года.                        | 3 января 1973 — 3 января 2003 | 30 | | | Лок Фэрклот был избран сенатором в 1992 году. Проиграл выборы 1998 года.                                                              | 3 января 1993 — 3 января 1999 | |                                             |
| 23                                                                            | 36                                                                            | 106                                                                           | 36 | Джесси Хелмс был избран сенатором в 1972 году. Переизбран в 1978, 1984, 1990 и 1996 годах. Не участвовал в выборах 2002 года.                        | 3 января 1973 — 3 января 2003 | 31 | | | Джон Эдвардс был избран сенатором в 1998 году. Отказался от переизбрания на пост сенатора и принял участие в президентских выборах.   | 3 января 1999 — 3 января 2005 | |                                             |
| 23                                                                            | 36                                                                            | 107                                                                           | 36 | Джесси Хелмс был избран сенатором в 1972 году. Переизбран в 1978, 1984, 1990 и 1996 годах. Не участвовал в выборах 2002 года.                        | 3 января 1973 — 3 января 2003 | 31 | | | Джон Эдвардс был избран сенатором в 1998 году. Отказался от переизбрания на пост сенатора и принял участие в президентских выборах.   | 3 января 1999 — 3 января 2005 | |                                             |
| 24                                                                            |                                                                               |                                                                               | 36 | Элизабет Доул была избрана сенатором в 2002 году. Проиграла выборы 2008 года.                                                                        | 3 января 2003 — 3 января 2009 | 31 | 37 | 108 | Джон Эдвардс был избран сенатором в 1998 году. Отказался от переизбрания на пост сенатора и принял участие в президентских выборах.   | 3 января 1999 — 3 января 2005 | |                                             |
| 24                                                                            | 109                                                                           | 37                                                                            | 32 | Элизабет Доул была избрана сенатором в 2002 году. Проиграла выборы 2008 года.                                                                        | 3 января 2003 — 3 января 2009 | | 37 | | Ричард Бёрр был избран сенатором в 2004 году. Переизбран в 2010 и 2016 году.                                                          | 3 января 2005 — 3 января 2023 | |                                             |
| 24                                                                            | 110                                                                           | 37                                                                            | 32 | Элизабет Доул была избрана сенатором в 2002 году. Проиграла выборы 2008 года.                                                                        | 3 января 2003 — 3 января 2009 | | 37 | | Ричард Бёрр был избран сенатором в 2004 году. Переизбран в 2010 и 2016 году.                                                          | 3 января 2005 — 3 января 2023 | |                                             |
| 25                                                                            |                                                                               | 37                                                                            | 32 | | Кей Хейган была избрана сенатором в 2008 году. Проиграла выборы 2014 года.                                                                         | 3 января 2009 — 3 января 2015 | 38 | 111 | Ричард Бёрр был избран сенатором в 2004 году. Переизбран в 2010 и 2016 году.                                                          | 3 января 2005 — 3 января 2023 | |                                             |
| 25                                                                            | 112                                                                           | 38                                                                            | 32 | | Кей Хейган была избрана сенатором в 2008 году. Проиграла выборы 2014 года.                                                                         | 3 января 2009 — 3 января 2015 | 38 | | Ричард Бёрр был избран сенатором в 2004 году. Переизбран в 2010 и 2016 году.                                                          | 3 января 2005 — 3 января 2023 | |                                             |
| 25                                                                            | 113                                                                           | 38                                                                            | 32 | | Кей Хейган была избрана сенатором в 2008 году. Проиграла выборы 2014 года.                                                                         | 3 января 2009 — 3 января 2015 | 38 | | Ричард Бёрр был избран сенатором в 2004 году. Переизбран в 2010 и 2016 году.                                                          | 3 января 2005 — 3 января 2023 | |                                             |
| 26                                                                            |                                                                               | 38                                                                            | 32 | | Том Тиллис был избран сенатором в 2014 году. Переизбран в 2020 году.                                                                               | 3 января 2015 — | 39 | 114 | Ричард Бёрр был избран сенатором в 2004 году. Переизбран в 2010 и 2016 году.                                                          | 3 января 2005 — 3 января 2023 | |                                             |
| 26                                                                            | 115                                                                           | 39                                                                            | 32 | | Том Тиллис был избран сенатором в 2014 году. Переизбран в 2020 году.                                                                               | 3 января 2015 — | 39 | | Ричард Бёрр был избран сенатором в 2004 году. Переизбран в 2010 и 2016 году.                                                          | 3 января 2005 — 3 января 2023 | |                                             |
| 26                                                                            | 116                                                                           | 39                                                                            | 32 | | Том Тиллис был избран сенатором в 2014 году. Переизбран в 2020 году.                                                                               | 3 января 2015 — | 39 | | Ричард Бёрр был избран сенатором в 2004 году. Переизбран в 2010 и 2016 году.                                                          | 3 января 2005 — 3 января 2023 | |                                             |
| 26                                                                            | 40                                                                            | 39                                                                            | 32 | 117 | Том Тиллис был избран сенатором в 2014 году. Переизбран в 2020 году.                                                                               | 3 января 2015 — | | | Ричард Бёрр был избран сенатором в 2004 году. Переизбран в 2010 и 2016 году.                                                          | 3 января 2005 — 3 января 2023 | |                                             |
| 26                                                                            | 40                                                                            | 118                                                                           | 40 | 33 | Том Тиллис был избран сенатором в 2014 году. Переизбран в 2020 году.                                                                               | 3 января 2015 — | | | Тед Бадд был избран сенатором в 2022 году.                                                                                            | 3 января 2023 — | |                                             |
| 26                                                                            | 40                                                                            | 119                                                                           | 40 | 33 | Том Тиллис был избран сенатором в 2014 году. Переизбран в 2020 году.                                                                               | 3 января 2015 — | | | Тед Бадд был избран сенатором в 2022 году.                                                                                            | 3 января 2023 — | |                                             |
| Выборы в 2026 году.                                                           | Выборы в 2026 году.                                                           | Выборы в 2026 году.                                                           | Выборы в 2026 году. | Выборы в 2026 году. | 41 | 120 | | | Тед Бадд был избран сенатором в 2022 году.                                                                                            | 3 января 2023 — | |                                             |
| Выборы в 2026 году.                                                           | Выборы в 2026 году.                                                           | Выборы в 2026 году.                                                           | Выборы в 2026 году. | Выборы в 2026 году. | 41 | 121 | 41 | Выборы в 2028 году. | Выборы в 2028 году. | Выборы в 2028 году. | Выборы в 2028 году.                                                                                       | Выборы в 2028 году.                         |